# Liste der Biografien/Siem
Liste der Biografien |
Portal Biografien |
Personensuche
# |
A |
B |
C |
D |
E |
F |
G |
H |
I |
J |
K |
L |
M |
N |
O |
P |
Q |
R |
S |
T |
U |
V |
W |
X |
Y |
Z |
?
 
Sa |
Sb |
Sc |
Sd |
Se |
Sf |
Sg |
Sh |
Si |
Sj |
Sk |
Sl |
Sm |
Sn |
So |
Sp |
Sq |
Sr |
Ss |
St |
Su |
Sv |
Sw |
Sy |
Sz
 
Sia |
Sib |
Sic |
Sid |
Sie |
Sif |
Sig |
Sih |
Sii |
Sij |
Sik |
Sil |
Sim |
Sin |
Sio |
Sip |
Siq |
Sir |
Sis |
Sit |
Siu |
Siv |
Siw |
Six |
Siy |
Siz
 
Sieb |
Siec |
Sied |
Sief |
Sieg |
Sieh |
Siek |
Siel |
Siem |
Sien |
Siep |
Sier |
Sies |
Siet |
Sieu |
Siev |
Siew |
Siey
Die Liste der Biografien führt alle Personen auf, die in der deutschsprachigen Wikipedia einen Artikel haben. Dieses ist eine Teilliste mit 171 Einträgen von Personen, deren Namen mit den Buchstaben „Siem“ beginnt.

## Siem
- Siem, Charlie (* 1986), britischer klassischer Geiger
- Siem, Marcel (* 1980), deutscher GolfspielerMarcel Siem (* 1980)

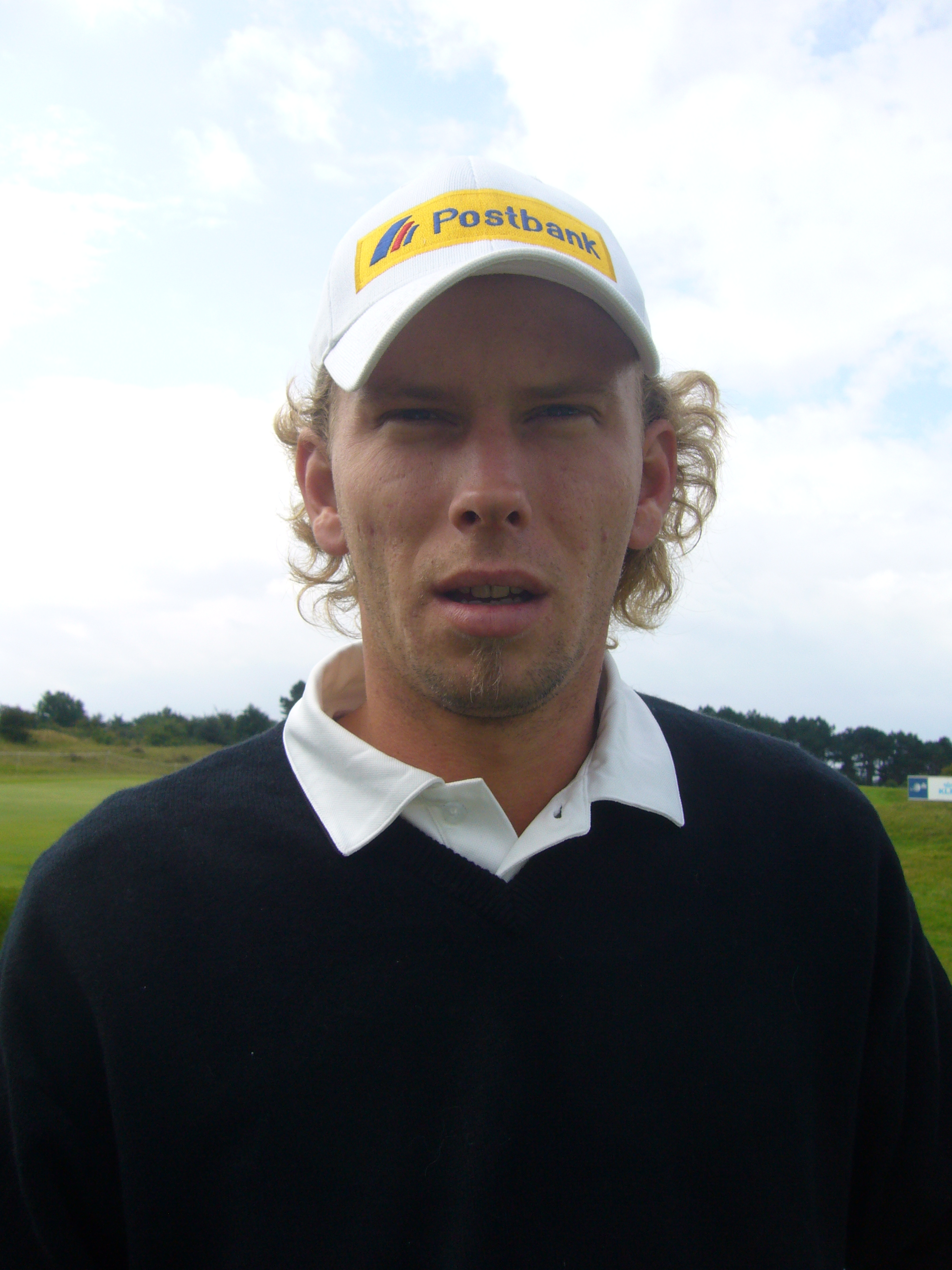
Marcel Siem (* 1980)

- Siem, Raul (* 1973), estnischer Unternehmer, Jurist und Politiker (Estnische Konservative Volkspartei)
- Siem, Wiebke (* 1954), deutsche Künstlerin

### Siema
- Siemank, Annemarie (1926–2007), deutsche Schauspielerin
- Siemann, Holger (* 1962), deutscher Schriftsteller
- Siemann, Jennifer (* 1990), deutsche Schauspielerin, Sängerin und Tänzerin
- Siemann, Johannes (1893–1960), deutscher Politiker (FDP), MdL
- Siemann, Leander (* 1995), deutscher Fußballspieler
- Siemann, Uwe (1957–1976), deutsches Todesopfer an der innerdeutschen Grenze
- Siemann, Werner (* 1949), deutscher Politiker (CDU), MdB
- Siemann, Willibald (1864–1932), deutscher Orgelbauer
- Siemann, Wolfram (* 1946), deutscher Historiker
- Siemaszko, Casey (* 1961), US-amerikanischer Schauspieler
- Siemaszko, Nina (* 1970), US-amerikanische Schauspielerin

### Siemb
- Siembieda, Kevin (* 1956), US-amerikanischer Rollenspielentwickler

### Sieme
- Siemeister, Emil (* 1954), österreichischer bildender Künstler und Grafiker
- Siemek, Marek (1942–2011), polnischer Philosoph und Historiker
- Siemen, Otto (1881–1966), deutscher Ingenieur, Erfinder und Unternehmer
- Siemen, Paul (1797–1865), deutscher Baumeister und Politiker
- Siemen, Wilhelm (* 1955), deutscher Museumsleiter
- Siemens, Adolf (1811–1887), preußischer Generalmajor
- Siemens, Alexander (1847–1928), deutscher Unternehmer und Elektroingenieur
- Siemens, Anja (* 1972), deutsche Filmeditorin
- Siemens, Anne (* 1974), deutsche Autorin
- Siemens, Arnold von (1853–1918), deutscher Industrieller und Politiker
- Siemens, Carl Friedrich von (1872–1941), deutscher Industrieller und Politiker (DDP), MdRCarl Friedrich von Siemens (1872–1941)

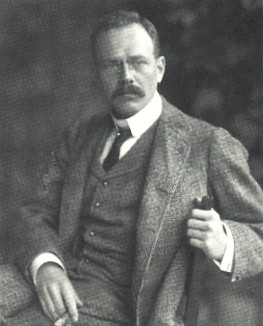
Carl Friedrich von Siemens (1872–1941)

- Siemens, Carl Georg (1809–1885), deutscher Technologe und Hochschullehrer
- Siemens, Carl Heinrich von (1829–1906), deutscher Industrieller und Bruder von Werner von Siemens
- Siemens, Carl von (* 1967), deutscher Schriftsteller und Journalist
- Siemens, Carl Wilhelm (1823–1883), deutscher Industrieller und Bruder von Werner von Siemens
- Siemens, Christian Ferdinand (1787–1840), Vater der Gründer des Weltkonzerns Siemens AG
- Siemens, Daniel (* 1975), deutscher Historiker und Hochschullehrer
- Siemens, Duncan (* 1993), kanadischer Eishockeyspieler
- Siemens, Ernst von (1903–1990), deutscher Industrieller
- Siemens, Folkert (* 1970), deutscher Journalist
- Siemens, Franz Ernst (1781–1854), Herzoglich Braunschweigischer Amtmann, Erfinder und Autor
- Siemens, Friedrich (1826–1904), deutscher Unternehmer, Bruder von Werner von Siemens
- Siemens, Friedrich Carl (1877–1952), deutscher Unternehmer und Kunstsammler
- Siemens, Fritz (1849–1935), deutscher Psychiater
- Siemens, Georg (1882–1977), deutscher Ingenieur und Schriftsteller
- Siemens, Georg von (1839–1901), deutscher Bankier und Politiker (NLP, DFP, FVg), MdR
- Siemens, Georg Wilhelm von (1855–1919), deutscher IndustriellerGeorg Wilhelm von Siemens (1855–1919)

Georg Wilhelm von Siemens (1855–1919)

- Siemens, George, kanadischer Lerntheoretiker
- Siemens, Gustav (1806–1874), deutscher Jurist und Politiker
- Siemens, Hans (1628–1694), deutscher Kaufmann, Achtmann und Stadthauptmann
- Siemens, Hans (1818–1867), deutscher Industrieller
- Siemens, Hayko (* 1954), deutscher Kirchenmusiker
- Siemens, Heinrich (* 1964), deutscher Germanist und Plautdietsch-Forscher
- Siemens, Henning (* 1974), deutscher Handballspieler
- Siemens, Herman (* 1963), italienisch-kanadischer Philosoph und Hochschullehrer
- Siemens, Hermann von (1885–1986), deutscher Industrieller und Enkel von Werner von Siemens
- Siemens, Hermann Werner (1891–1969), deutscher Dermatologe, Zwillingsforscher und Universitätsprofessor an der Universität Leiden
- Siemens, Jacob Andresen (1794–1849), Gründer des Seebades Helgoland
- Siemens, Johann Georg (1748–1807), deutscher Jurist, Justiziar und Bürgermeister
- Siemens, Johann Georg (1804–1878), deutscher Justiziar, Rechtsanwalt und Politiker
- Siemens, Leopold (1889–1979), deutscher Vizeadmiral der Kriegsmarine
- Siemens, Peter von (1911–1986), deutscher Industrieller
- Siemens, Peter von (1937–2021), deutscher Manager
- Siemens, Ursula (1920–2012), deutsche Politikerin (SPD), MdA
- Siemens, Werner (1873–1964), deutscher Konteradmiral der Kriegsmarine
- Siemens, Werner von (1816–1892), deutscher Erfinder, Begründer der Elektrotechnik und IndustriellerWerner von Siemens (1816–1892)

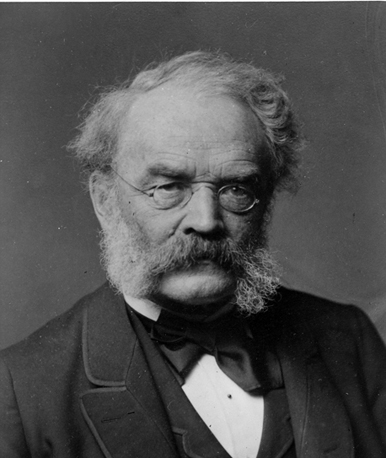
Werner von Siemens (1816–1892)

- Siemens, Wolfgang (1945–2016), deutscher Maler
- Siemensen, Thomas (* 1961), deutscher Comiczeichner
- Siemensmeyer, Hans (* 1940), deutscher Fußballspieler und -trainer
- Siemer, Anna (* 1983), deutsche ReiterinAnna Siemer (* 1983)

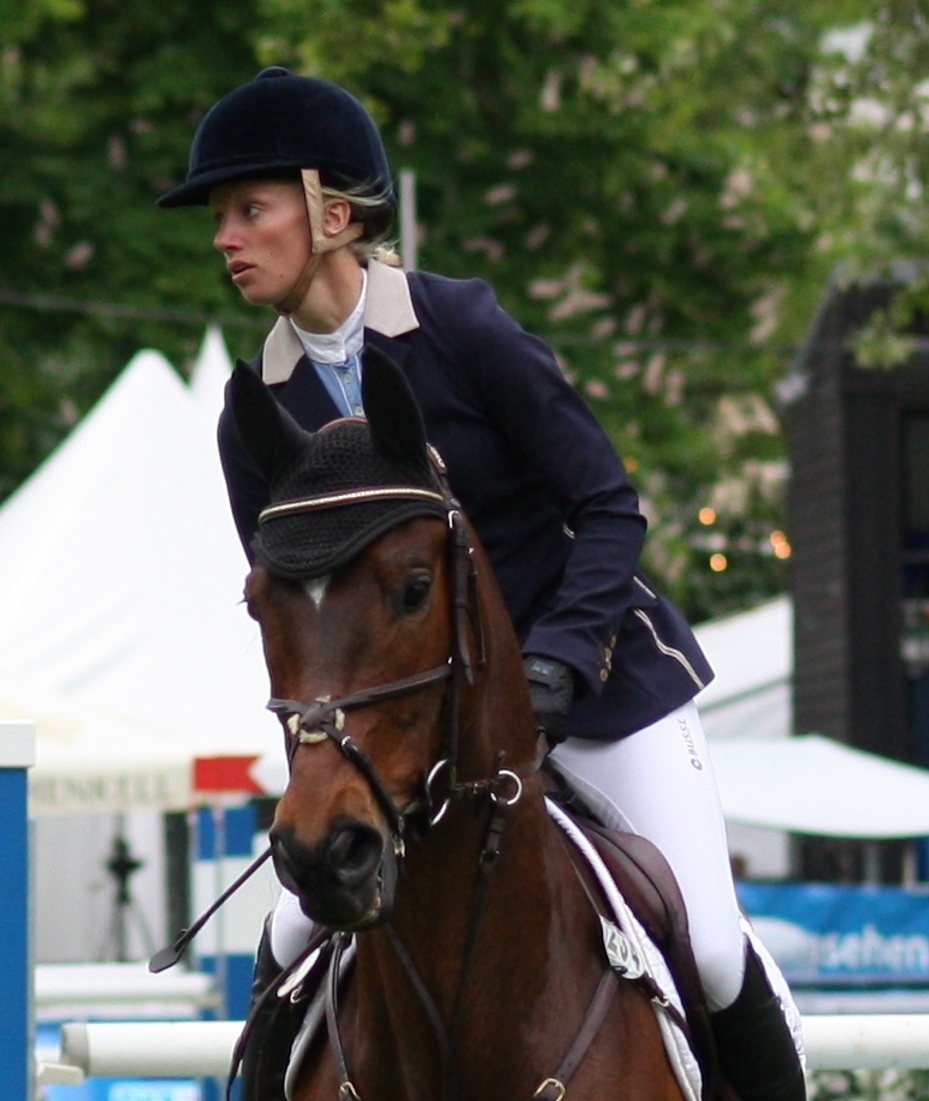
Anna Siemer (* 1983)

- Siemer, Anton (1775–1843), deutscher katholischer Priester und Landdechant
- Siemer, Bernd, deutscher Basketballspieler
- Siemer, Hilde (1924–2020), deutsche Kugelstoßerin
- Siemer, J. Hermann (1902–1996), deutscher Politiker (CDU), MdL, MdB
- Siemer, Johannes (1906–1957), deutscher Politiker (DP), MdBB
- Siemer, Laurentius (1888–1956), deutscher Dominikaner
- Siemer, Otto (1898–1972), deutscher Chefredakteur
- Siemer, Stephan (* 1961), deutscher Politiker (CDU), MdL
- Siemer, Wilhelm (1904–1991), deutscher Missionar
- Siemerding, Adrian († 1673), deutscher Maurermeister, Steinhauer und Ratsbaumeister
- Siemerding, Arndt, deutscher Bildhauer und früher Vertreter der Renaissance in Hannover
- Siemerding, Johann Bernhard († 1744), deutscher Maler und Porträtmaler
- Siemering, August (1830–1883), deutsch-US-amerikanischer Schriftsteller, Journalist und Politiker
- Siemering, Dietrich (* 1952), deutscher Fußballspieler
- Siemering, Fritz (1826–1883), deutscher Historien- und Genremaler
- Siemering, Hertha (1883–1966), deutsche Juristin, Sozialökonomin und Sozialarbeiterin
- Siemering, Julius (1837–1908), deutscher Landschaftsmaler und Lithograf
- Siemering, Rudolf (1835–1905), deutscher Bildhauer
- Siemerink, Jan (* 1970), niederländischer Tennisspieler
- Siemerling, Ernst (1857–1931), deutscher Neurologe und Psychiater
- Siemerling, Viktor (1823–1879), deutscher Apotheker, Kaufmann und Bankier
- Siemers, Bruno (1911–2006), deutscher Journalist und Diplomat
- Siemers, Edmund (1840–1918), deutscher Kaufmann, Reeder und Politiker, MdHBEdmund Siemers (1840–1918)

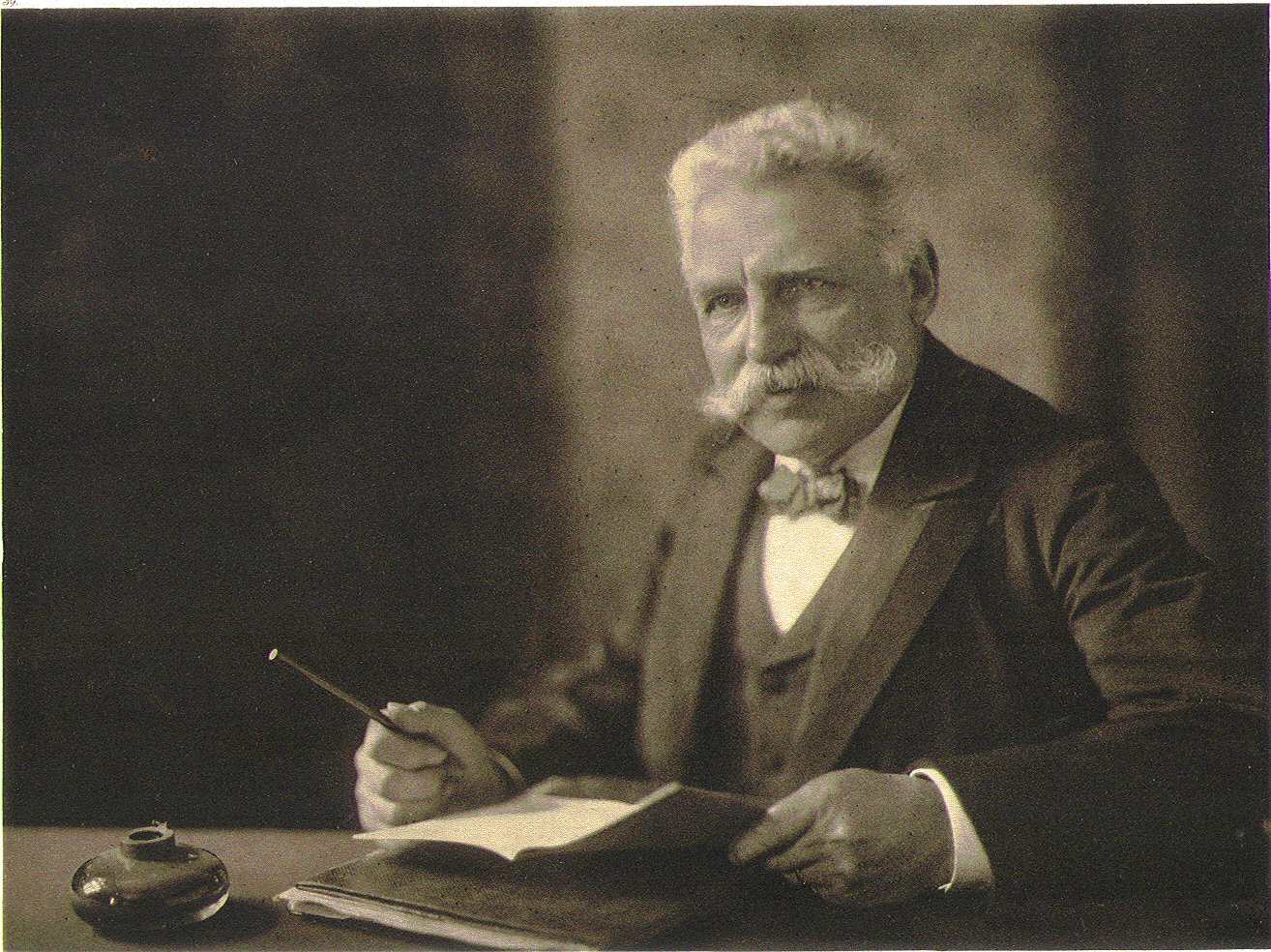
Edmund Siemers (1840–1918)

- Siemers, Friedrich (1922–1988), deutscher Schauspieler und Hörspielsprecher
- Siemers, Gertrud (1895–1984), deutsche Malerin
- Siemers, Joachim Friedrich (1792–1863), deutscher Mediziner, praktischer Arzt, Naturforscher und Freimaurer in Hamburg
- Siemers, Kurt (1873–1944), deutscher Kaufmann, Reeder und Bankier
- Siemers, Kurt Hartwig (1907–1988), deutscher Kaufmann und Mäzen
- Siemers, Walter (1902–1990), deutscher Jurist
- Siemes, Christof (* 1964), deutscher Journalist
- Siemes, Hartmut (* 1937), deutscher Neuropädiater und Epileptologe
- Siemes, Heinrich (* 1929), deutscher Mineraloge
- Siemes, Johannes (1907–1983), deutscher römisch-katholischer Ordensgeistlicher, Hochschullehrer und Pädagoge
- Siemes, Reinhard (1940–2011), deutscher Werbetexter
- Siemes, Silvia (* 1960), deutsche Bildhauerin
- Siemes, Ulf (* 1978), deutscher Ruderer

### Siemi
- Siemian, Trevor (* 1991), US-amerikanischer American-Football-Spieler
- Siemianowski, Franciszek Ksawery (1811–1860), polnischer Maler und österreichischer Beamter
- Siemianowski, John (* 1960), US-amerikanischer römisch-katholischer Geistlicher, Weihbischof in Chicago
- Siemianowski, Maksymilian (1810–1878), polnischer Maler und österreichischer Beamter
- Siemianowsky, Walter (1891–1947), deutscher Jurist und Politiker
- Siemiątkowski, Leonard (1917–2014), polnischer Ökonom und Politiker
- Siemiątkowski, Zbigniew (* 1957), polnischer Politiker, Mitglied des Sejm
- Siemieniewski, Andrzej (* 1957), polnischer Geistlicher, römisch-katholischer Bischof von Legnica
- Siemienowicz, Zbigniew (* 1958), litauischer Politiker
- Siemieński, Lucjan (1807–1877), polnischer Schriftsteller
- Siemiginowski-Eleuter, Jerzy (1660–1711), polnischer Barockmaler
- Sieminski, Alfred D. (1911–1990), US-amerikanischer Politiker
- Siemiński, Roman (1919–1997), polnischer Radrennfahrer
- Siemion, Adam (* 1981), polnischer Fernseh- und Filmschauspieler
- Siemion, Andrew (* 1980), US-amerikanischer Astrophysiker
- Siemion, Wojciech (1928–2010), polnischer Schauspieler
- Siemionow, Maria (* 1950), polnische Chirurgin
- Siemiradzki, Henryk (1843–1902), polnischer Maler

### Siemo
- Siemomysł, Fürst der Polanen
- Siemomysław († 1287), Herzog von Kujawien in Inowrocław aus der Dynastie der kujawischen Piasten
- Siemon, Alexander (* 1967), deutscher Journalist, Nachrichtensprecher und FernsehmoderatorAlexander Siemon (* 1967)

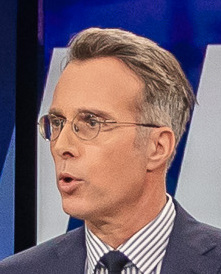
Alexander Siemon (* 1967)

- Siemon, Ernst Walter (* 1946), deutscher Sprecher und ehemaliger Opernsänger (Bass/Bariton)
- Siemon, Gustav (1918–2011), deutscher NDPD-Funktionär, MdV
- Siemon, Jens, deutscher Erziehungswissenschaftler
- Siemon, Sönke (* 1961), deutscher Diplomat
- Siemon-Netto, Uwe (* 1936), deutscher Journalist und Theologe
- Siemoneit, Christina (* 1988), deutsche Schauspielerin und Tänzerin
- Siemoneit, Hans Rudolf (1927–2009), deutscher Kantor, Redakteur und Musikdozent
- Siemoneit-Barum, Gerd (1931–2021), deutscher Raubtier-Dompteur und Zirkusdirektor
- Siemoneit-Barum, Rebecca (* 1977), deutsche Schauspielerin und UnternehmerinRebecca Siemoneit-Barum (* 1977)

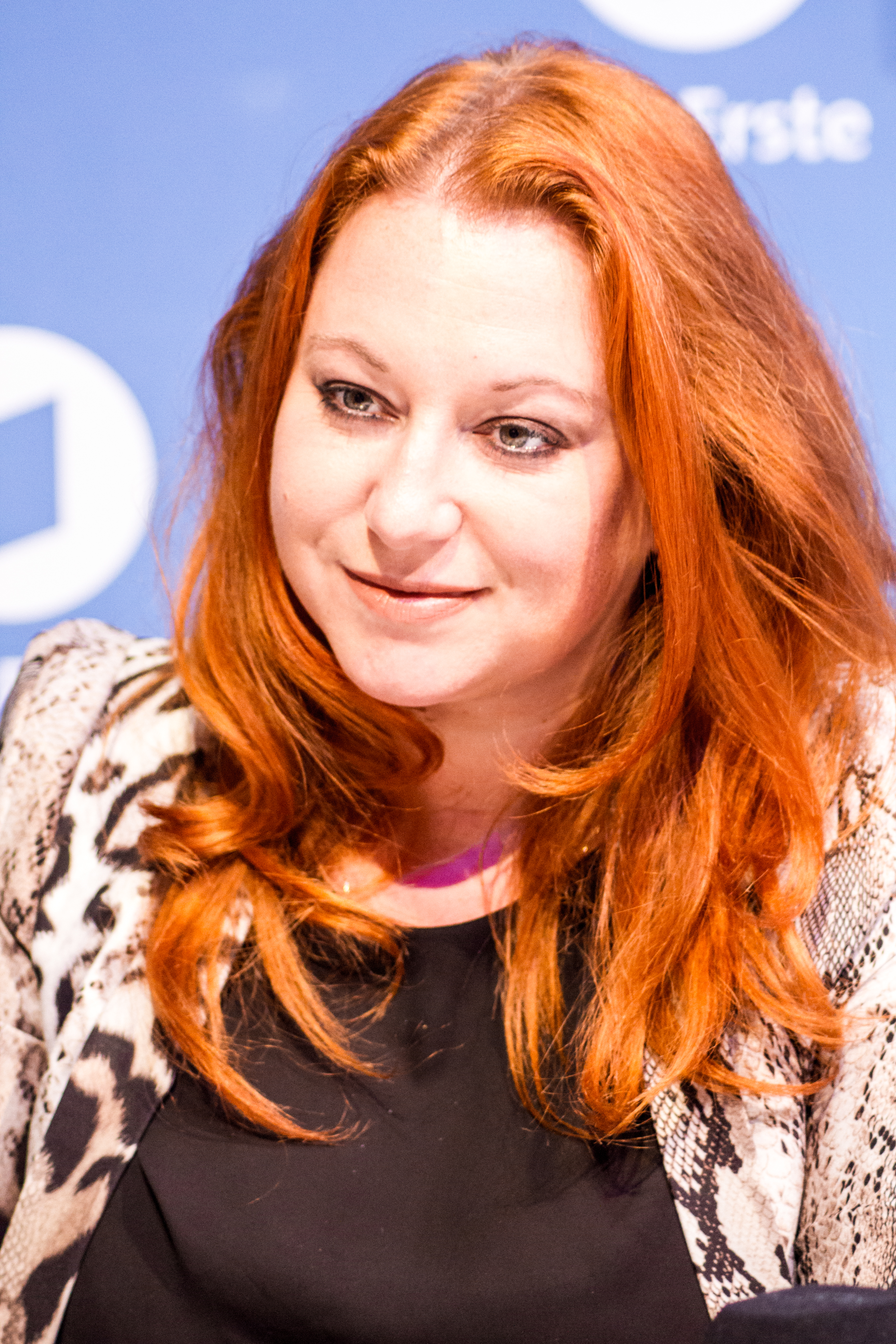
Rebecca Siemoneit-Barum (* 1977)

- Siemoniak, Tomasz (* 1967), polnischer Politiker
- Siemons, Carl-Ludwig (1889–1969), deutscher Politiker (CDU), MdL
- Siemons, Christoph (* 1969), deutscher Musikproduzent und Gitarrist der Band Krypteria
- Siemons, Hans (1930–2006), deutscher Journalist
- Siemons, Hans-Peter (* 1938), deutscher Boxmanager und -veranstalter
- Siemonsen, Hermann (1882–1958), deutscher lutherischer Pastor und Propst, zuletzt Propst von Schleswig
- Siemowit, polnischer Herzog
- Siemowit, Fürst der Polanen
- Siemowit I. († 1262), Herzog von Masowien
- Siemowit II. (1283–1345), Herzog von Masowien
- Siemowit III. († 1381), Herzog von Masowien
- Siemowit IV. († 1426), Herzog von Masowien
- Siemowit V. († 1442), Herzog in Masowien, Fürst von Rawa, Płock, Sochaczew, Gostynin, Płońsk, Wizna und Bels
- Siemowit VI. (* 1446), Herzog in Masowien

### Siemr
- Siemroth, Jürgen (1933–2021), deutscher Chemiker

### Siems
- Siems, Andre (* 1975), deutscher Radio- und Fernsehkommentator
- Siems, Caroline (* 1999), deutsche Fußballspielerin
- Siems, Christa (1916–1990), deutsche Volksschauspielerin
- Siems, Dorothea (* 1963), deutsche Journalistin und VolkswirtinDorothea Siems (* 1963)

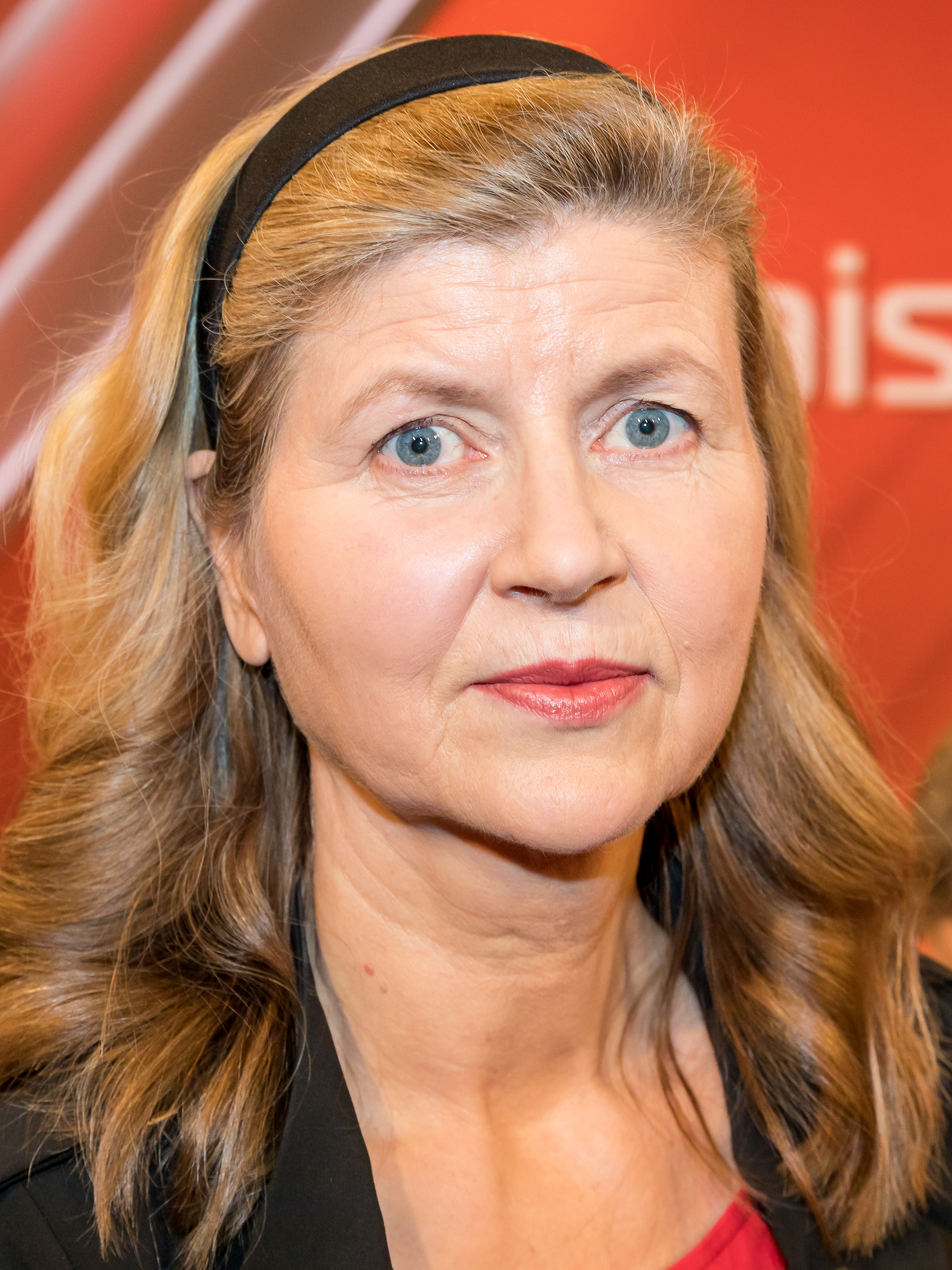
Dorothea Siems (* 1963)

- Siems, Harald (* 1943), deutscher Jurist und Hochschullehrer
- Siems, Margarethe (1879–1952), deutsche Opernsängerin (Sopran) und Gesangspädagogin
- Siems, Martin (1948–2020), deutscher Psychologe, Psychotherapeut und Buchautor
- Siems, Werner (* 1952), deutscher Krankenpfleger, Arzt, Biochemiker, Physiotherapeut und Hochschullehrer
- Siemsen, Anna (1882–1951), deutsche Pädagogin und Politikerin (USPD, SPD, SAP, SP), MdR
- Siemsen, August (1884–1958), deutscher Politiker (SPD, USPD, SAPD, SED), MdR und Pädagoge
- Siemsen, Christoph Wilhelm (1793–1859), hannoverscher Hofrat, Bibliothekar und Bibliothekssekretär
- Siemsen, Hans (1891–1969), deutscher Journalist und Schriftsteller
- Siemsen, Karl (1887–1968), deutscher Jurist und Politiker (SPD), MdL
- Siemsen, Karl Hayo (1944–2018), deutscher Systemtheoretiker
- Siemsen, Martin (* 1961), deutscher Historiker
- Siemsen, Remy (* 1999), australische Fußballspielerin
- Siemß, Elise (* 1876), deutsche Lehrerin und Politikerin
- Siemssen, Adolph Christian (1768–1833), deutscher Naturforscher
- Siemßen, August Ferdinand (1811–1879), Kaufmann und Senator der Hansestadt Lübeck
- Siemssen, Georg Theodor (1816–1886), deutscher Kaufmann

### Siemu
- Siemund, Christian (* 1985), deutscher Fußballspieler
- Siemund, Günter (* 1927), deutscher Journalist, SED-Funktionär
- Siemund, Peter (* 1965), deutscher Anglist
- Siemund, Walter (1896–1944), deutscher Schlosser